# Эдгар (футболист)
Э́дгар Анто́нио Ме́ндес Орте́га (исп. Édgar Antonio Méndez Ortega; род. 30 апреля 1991, Арафо, Канарские острова), более известный как Э́дгар (исп. Édgar) — испанский футболист, крайний полузащитник клуба «Алавес».

## Карьера
Родился в Арафо, провинции Санта-Крус-де-Тенерифе, начинал заниматься футболом в клубе «Тенерифе», позже был клуб «Мурсия Депортиво». С 2007 по 2009 годы занимался в академии «Реал Мадрида».
Дебютировал в профессиональном футболе в составе клуба «Реал Мадрид C» в сезоне 2008/09 в Тресере, провёл 23 матча и забил 1 гол. Летом 2009 года перешёл в клуб Сегунды В «Атлетик Сиудад», в котором за один сезон провёл 30 матчей. Перед сезоном 2010/11 переходит в другой клуб Сегунды В «Реал Бетис Б». Дебютировал за клуб 28 августа 2010 года в матче против Лорка Атлетико выйдя на замену на 71-й минуте вместо Фернандо Пахареро. Всего за клуб провёл всего 19 матчей.
В июле 2011 года Эдгар подписывает контракт с клубом «Мелилья», где провёл один из лучших сезонов в своей карьере. 21 августа 2011 года дебютировал в составе «Мелильи» в матче против своего бывшего клуба «Реал Бетис Б». Первый гол забил в матче против клуба «Эсхиа» 18 сентября 2011 года. Всего в сезоне провёл 35 матчей и забил 7 голов.
В 2012 году присоединяется к резервной команде Альмерии, в составе которой дебютировал 1 сентября 2012 года против клуба «Вильяновенсе», а первый гол забил 30 сентября 2012 года в матче против «Альбасете».
20 июля 2013 года Эдгар отправлен в аренду на один сезон в клуб Сегунды «Реал Хаэн». 25 августа 2013 года дебютировал в Сегунде против клуба «Нумансия», отыграв все 90 минут, матч окончился со счетом 2:4.
В январе 2014 года вновь отправлен в аренду, на этот раз в «Тенерифе» до конца сезона. Дебютировал за клуб в матче против «Барселона Б» 9 февраля 2014. Первый гол забил в матче против «Понферрадина» 23 марта 2014 года.
В июне 2014 года Эдгар обновляет свой контракт с Рохобланкос и переводится в основную команду, выступающую в Ла Лиге. Дебютирует в высшей лиге в матче против «Эспаньола» 23 августа 2014 года, сделав голевую передачу на Фернандо Сориано. Первый гол на высшем уровне забил 12 сентября в матче против клуба «Кордовы». 7 октября 2014 года продлил свой контракт с клубом «Альмерия» до 2018 года.
1 июля 2015 года после вылета из Ла Лиги «Альмерии» заключил четырехлетний контракт с клубом «Гранада».